# Герлос
Герлос (нім. Gerlos) — громада округу Швац у землі Тіроль, Австрія.
Герлос лежить на висоті 1247 м над рівнем моря і займає площу 118,7 км². Громада налічує 786 мешканців.
Густота населення 7/км².
Громада Герлос розташована в однойменній долині, що є частиною долини річки Ціллер. До її складу входять кілька невеличких сіл вздож дороги на перевал Герлос, що веде до землі Зальцбург.
|                                 |
| Герлос на мапі округу та землі. |

 Адреса управління громади: HNr. 141, 6281 Gerlos.